# 4396 Gressmann
4396 Gressmann (1981 JH) là một tiểu hành tinh vành đai chính được phát hiện ngày 3 tháng 5 năm 1981 bởi Ted Bowell ở Flagstaff.